# Сент-Луисская «Аллея славы»
Сент-Луисская «Аллея славы» (англ. St. Louis Walk of Fame) — аллея, где увековечены выдающиеся личности города Сент-Луис, штат Миссури, внесшие существенный вклад в культуру Соединенных Штатов. Основатель аллеи — Джо Эдвардс.
Звезды и мемориальные доски устанавливаются на тротуаре Delmar Boulevard, округа Delmar Loop, района Университет-сити, Сент-Луис, протяжённостью порядка 8 километров. По состоянию на апрель 2014 года аллея состояла из 137 латунных звёзд и бронзовых табличек к ним с описанием достижений автора.

## История
Автором идеи создания аллеи был Джо Эдвардс, бизнесмен и общественный деятель, владеющий различными развлекательными заведениями, расположенными вдоль аллеи. Её первые звезды и мемориальные таблички были установлены в 1989 году. Первые десять кандидатов были выбраны на последующие четыре года. Начиная с 1994 года удостоенными чести быть увековеченными на алле могут не более, чем на три кандидата. С каждым годом аллея расширяется в восточном направлении. Джо Эдвардс продолжает инвестирование этого проекта.

## Некоторые имена Аллеи Славы

Звезда Чака Берри

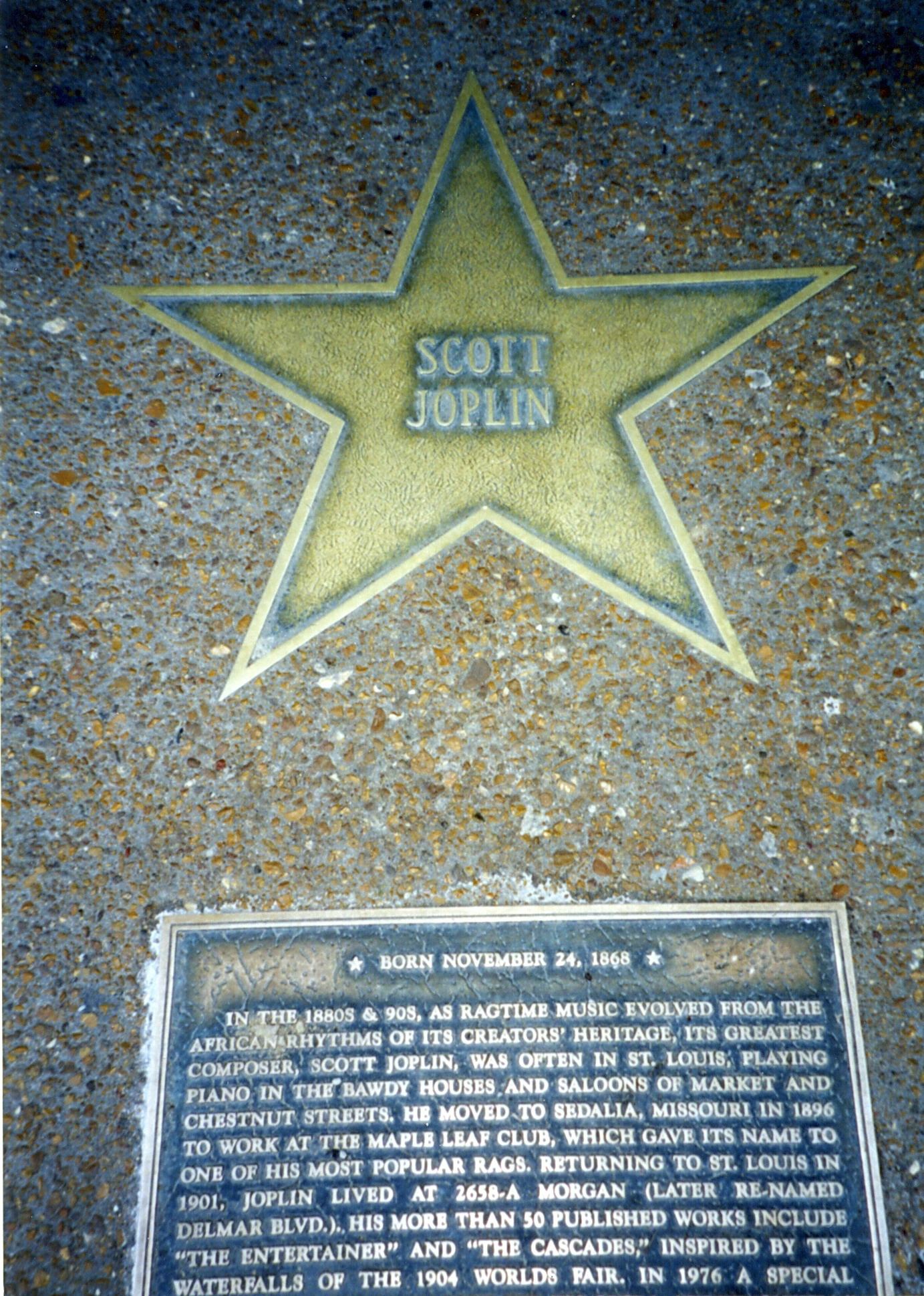
Звезда Скотта Джоплина

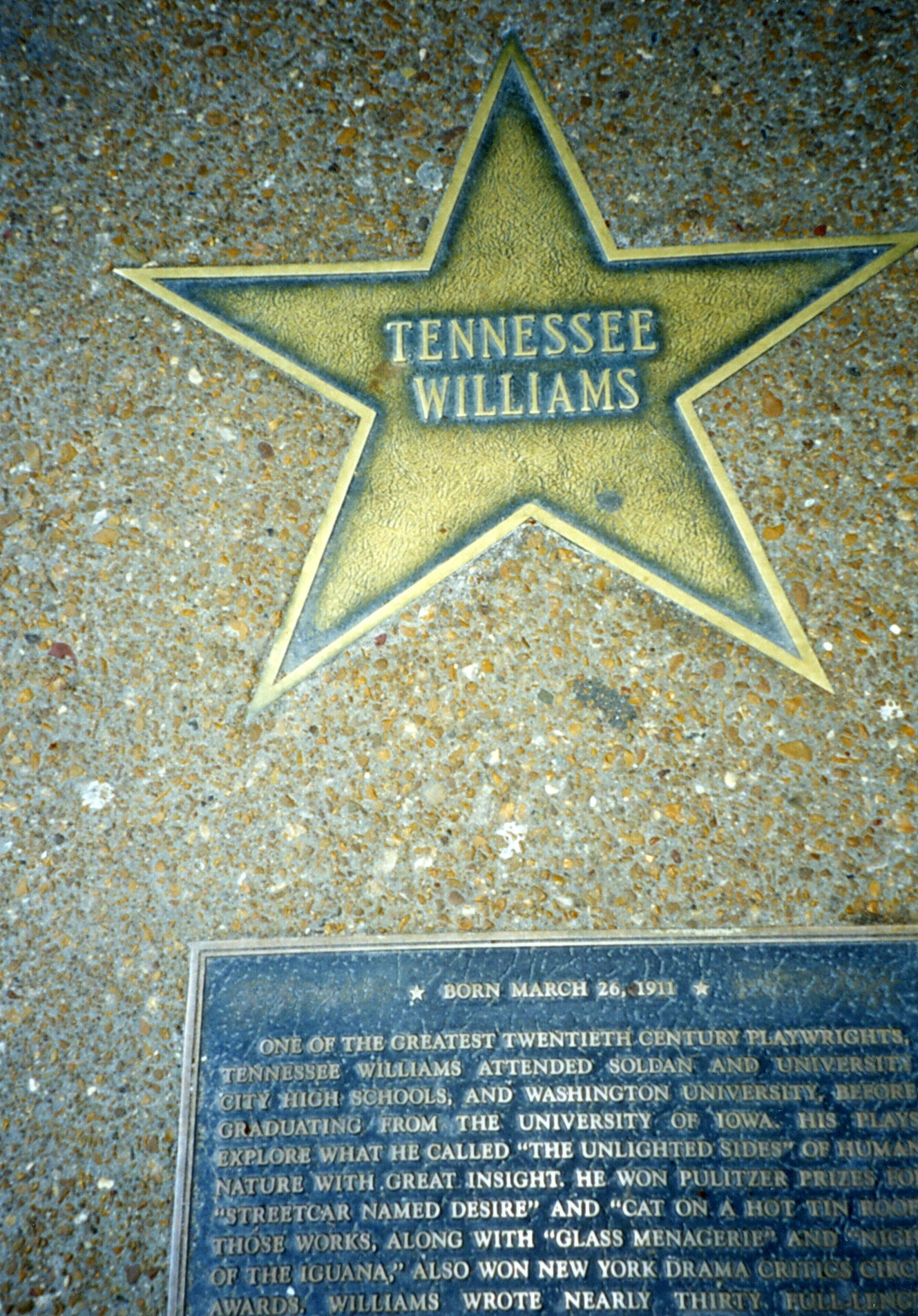
Звезда Теннесси Уильямса

| - Армстронг, Генри - Бакула, Скотт - Бамбри, Грейс - Басс, Фонтелла - Бейкер, Жозефина - Берра, Йоги - Берри, Чак - Берроуз, Уильям Сьюард - Блоу, Сьюзен - Вебер, Дик - Гибсон, Боб - Гиршфельд, Эль - Грант, Улисс - Грейбл, Бетти - Гудмен, Джон - Данэм, Кэтрин - Дейвис, Майлс - Джойнер-Керси, Джекки - Джонсон, Джонни - Джоплин, Скотт - Диллер, Филлис - Дэвис, Дуайт Филли - Дюваль, Роберт - Идс, Джеймс Бьюкенен - Имзы, Чарлз и Рэй - Кинг, Альберт - Клайн, Кевин - Кларк, Уильям - Коммонер, Барри - Комптон, Артур Холли - Коннорс, Джимми - Кори, Герти Тереза - Кори, Карл Фердинанд - Костас, Боб - Леклед, Пьер - Линдберг, Чарльз - Мейо, Вирджиния - Маколи, Эд - Мастерс, Уильям | - Мейсон, Марша - Меррик, Дэвид - Мур, Марианна - Мур, Арчи - Мурхед, Агнес - Петтит, Боб - Прайс, Винсент - Пулитцер, Джозеф - Рамис, Гарольд - Рассел, Чарльз Марион - Ромбауэр, Ирма - Седрик «Развлекатель» - Скотт, Дред - Слаткин, Леонард - Сэнфорд, Джон Элрой - Терри, Кларк - Тисдэйл, Сара - Тёрнер, Айк - Тёрнер, Тина - Трова, Эрнест - Уикс, Мэри - Уильямс, Теннесси - Уинтерс, Шелли - Филд, Юджин - Хартфорд, Джон - Холден, Уильям - Хорнсби, Роджерс - Шерман, Уильям Текумсе - Шопен, Кейт - Шоу, Генри - Шуто, Огюст - Эбсен, Бадди - Эванс, Уолкер - Элиот, Томас Стернз - Элкин, Стэнли - Энджелоу, Майя - Nelly - The 5th Dimension - The Rockettes |